# Burgwall Liebenberg

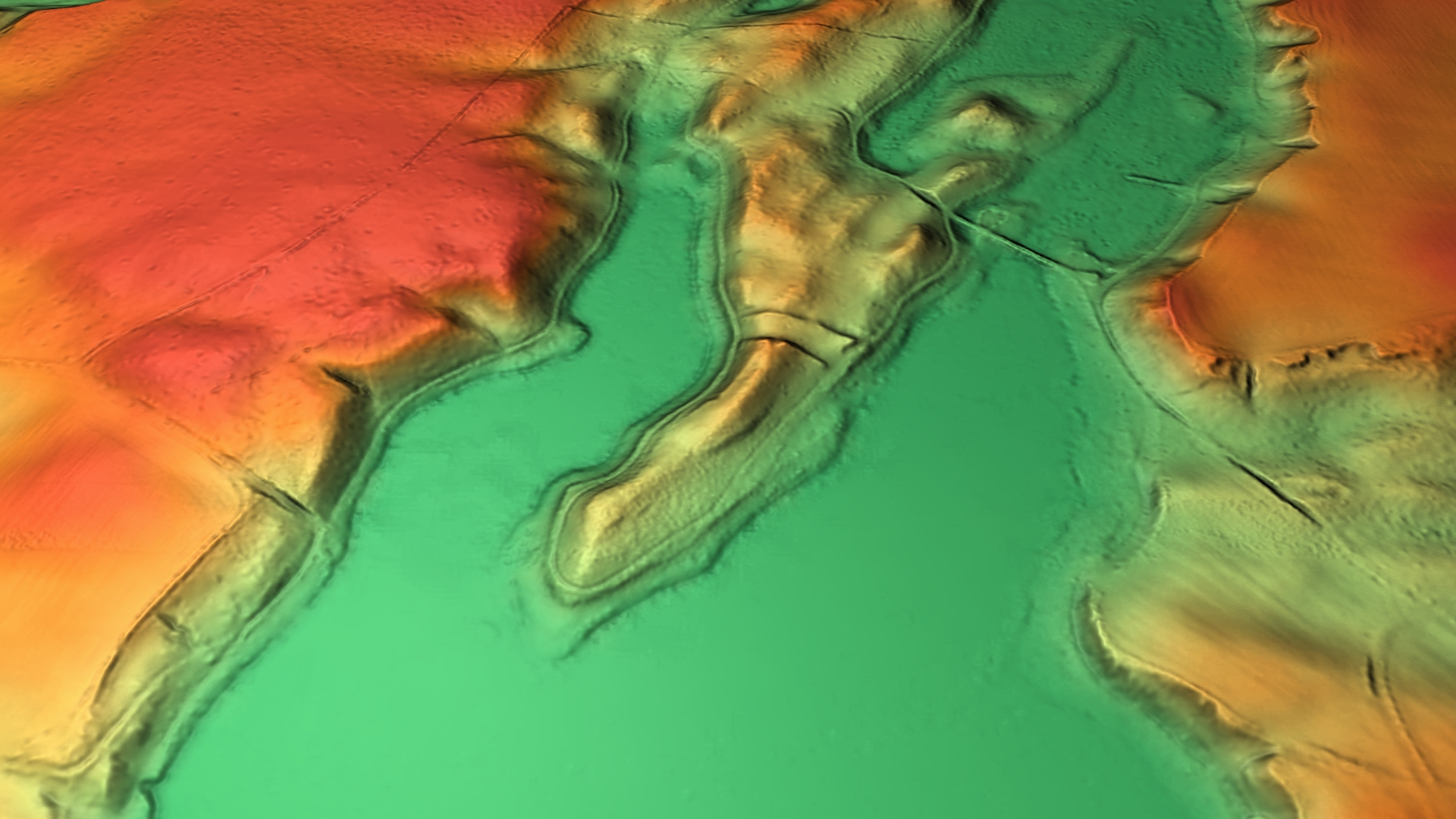
3D-Ansicht des digitalen Geländemodells

Der Burgwall Liebenberg ist der Burgstall eines Slawischen Burgwalls im Norden des Landes Brandenburg. Er liegt im Ortsteil Liebenberg der Gemeinde Löwenberger Land auf einer Halbinsel im Großen Lankesee.
Theodor Fontane berichtete:

„Über die Vorgeschichte von Dorf und Schloß Liebenberg, die der Herrschaft den Namen gaben, ist wenig bekannt. Aller Wahrscheinlichkeit nach war es, in der wendischen Zeit, ein von den Ukranern ausersehener Verteidigungspunkt, der dann, als die deutsche Sache gesiegt hatte, eben diesen wieder als Stützpunkte diente. Dafür sprechen noch ein paar Ortsbezeichnungen. Insonderheit eine mitten auf einer schmalen Landzunge, die sich in einen Waldsee, die »große Lanke«, hinein erstreckt, erhebe sich der nach drei Seiten hin von Wasser umgebene »Burgberg«, dessen vierte Seite, nach Art eines heranführenden Passes, leicht zu verteidigen war. Die Verteidiger desselben waren zuletzt Deutsche, wie der Name »Burgberg« andeutet, aber Deutsche, die sehr wahrscheinlich ein bloßes Erbe hier angetreten hatten. Ausgrabungen würden unschwer Gewißheit darüber geben.“